# Salvador Ibáñez
Salvador Ibáñez (Valencia, 1854–1920) fue un artesano lutier fabricante de guitarras español. Fabricaba guitarras, ukeleles, mandolinas y otros instrumentos de cuerda. Estos instrumentos estaban considerados entre los mejores de su época y se apreciaban mucho, tanto por su calidad como por su impecable fabricación.

## Biografía
Se sabe poco de la vida de Salvador Ibáñez, de las investigaciones hechas por Marian Harris Winspear y  José Luis Romanillos Vega, se sabe que su madre se llamaba Magdalena Albiñara  Magraner y era natural de Ollería. También se sabe que Salvador Ibáñez trabajaba a los 11 años como aprendiz en un taller de fabricación de guitarras de la calle Muela, en Valencia.
Pronto creó su propio taller en el número 11 de la desaparecida calle Cubells, su madre había quedado ciega y él tenía que hacerse cargo de la familia que además contaba con un hermano pequeño de unos 10 años.
En 1896, Salvador Ibáñez aparece por primera vez en las guías comerciales  de Valencia en la calle Ruzafa y entre 1898 y 1906 en la calle Bajada de San Francisco, y más tarde en el número 8 de la calle Padre Rico y finalmente al número 16 de la calle del Hospital. Salvador Ibáñez fabricaba bandurrias, laúdes, guitarras de seis y doce cuerdas y también guitarras con mástil desmontable, así como los bordones necesarios para cada instrumento.
Junto a otros lutieres valencianos de aquella época, tales como Francisco González y José y Manuel Ramírez, fue uno de los primeros en arquear la tapa de la guitarra; y se le considera el primero en fabricar una guitarra con doble mástil o una guitarra desmontable.
Conjuntamente con sus hijos Salvador y Vicente Ibáñez Salabert, creó una Sociedad Regular Comanditaria "Salvador Ibáñez e Hijos", y ya a principios del siglo XX producía 36.000 instrumentos al año, y en su taller trabajaban alrededor de un centenar de obreros. Sus guitarras se vendían en varios países, incluyendo el mercado hispanoamericano, Filipinas y Japón; y su marca era considerada como un referente de calidad.
Salvador Ibáñez murió en 1920 y a partir de ese momento sus dos hijos continuaron con las actividades de la sociedad, especializándose cada uno de ellos en una actividad; Salvador, en el taller, y Vicente, en relaciones comerciales.

## Trayectoria de la empresa
La recesión del año 1929 tuvo un efecto demoledor en la marcha del negocio por la acumulación de deudas de los mercados americanos. En esta situación los hermanos Ibáñez se vieron obligados a liquidar su empresa cesando la actividad de su fábrica. No obstante conservaron el edificio de su propiedad de la calle Padre Rico n.º 8, que se conserva en la actualidad. La mayoría del equipamiento de la fábrica fue traspasado a Telesforo Julve y algunos de los operarios de su fábrica continuaron ejerciendo su oficio en pequeños talleres.
Ante la demanda de sus guitarras, el distribuidor de las guitarras de Salvador Ibáñez en Japón,  Hoshino Gakki, que trabajaba con la empresa familiar desde el principio de su expansión internacional,  decidió comenzar a fabricar guitarras Ibáñez por su propia cuenta, al principio denominando las guitarras «Ibanez Salvador» y más tarde solamente «Ibanez», teniendo mucho éxito en los años setenta y ochenta. Hoshino Gakki produce actualmente tanto guitarras acústicas como eléctricas con la marca Ibanez, pero su producción está orientada sobre todo a las guitarras eléctricas.
Julian Bream ha tocado con una guitarra de Salvador Ibáñez.
Eric Clapton ha poseído varias guitarras originales de Salvador Ibáñez.